# NGC 2423-3 b
NGC 2423-3 b (또는 TYC 5409-2156-1 b)는 고물자리 방향으로 지구로부터 약 2,498 광년 떨어진 곳에 있는 항성 NGC 2423-3 주위를 도는, 외계 행성이다. 어머니 항성 NGC 2423-3은 구상 성단 NGC 2423 내에 속해 있는 적색 거성으로, 2007년 행성의 발견 사실이 발표되었다. 행성 질량은 최소 목성의 10.6배이다. 이 값은 관측 기술 한계상 최솟값이므로 실제로는 갈색왜성일 확률이 있다. 공전 궤도는 이심률이 크며 항성을 1.956년에 1회 공전한다. 궤도 이심률은 수성과 거의 비슷하나 명왕성보다는 작다. 반진폭은 초당 71.5미터인데, 여기서 행성의 질량은 10.6 목성질량, 항성으로부터의 거리는 2.1 천문단위임을 알 수 있다.
채드 로비스, 마이클 메이어가 2007년 6월 발견했는데, 로비스는 1년 전 2006년 이미 고물자리에 있는 항성 HD 69830 주변에서 해왕성 정도 질량의 행성 3개를 발견한 바 있다.

## 같이 보기
- NGC 4349-127 b
- PSR B1620-26 b